# Helgoländer Felssockel
Der Helgoländer Felssockel ist ein zu Schleswig-Holstein (Deutschland) gehörendes marines Naturschutzgebiet (NSG) in der Nordsee. Es wurde 1981 ausgewiesen und ist mit einer Fläche von 5138 Hektar eines der größten Naturschutzgebiete Schleswig-Holsteins.
Die zwei Teilflächen des Gebiets umfassen Meeresbereiche um die Inseln Helgoland und Düne. Die landseitige Gebietsgrenze ist die Mitteltide-Hochwasserlinie. Die beiden Inseln selber und der zwischen ihnen liegende Teil der Nordsee mit den Reeden sind nicht Bestandteil des Gebietes.
Der bis in Wassertiefen von 48 Metern reichende Helgoländer Felssockel ist das einzige marine Hartbodenbiotop Deutschlands; die Unterwasser-Bodenoberfläche besteht aus Fels und Sand. Vor allem die unterseeischen Felsklippen sind Lebensraum des Europäischen Hummers und Standort der von zahlreichen Algenarten gebildeten Tangwälder, die einzigartig für Deutschland sind; siehe Liste der Meeresalgen von Helgoland. Ein besonderer Teil des Felssockels ist das gezeitenabhängig regelmäßig trockenfallende Helgoländer Felswatt im Norden und Westen der Insel.
In § 3 der Landesverordnung heißt es: „Das Naturschutzgebiet dient der Erhaltung der Vielfalt der erdgeschichtlichen Erscheinungen des Helgoländer Felssockels mit seinen Lebensräumen wildwachsender Pflanzen und wildlebender Tiere einschließlich ihrer Lebensgemeinschaften und Lebensstätten.“
Seit 1983 wird das Naturschutzgebiet durch den Verein Jordsand zum Schutze der Seevögel und der Natur betreut.
Große Bereiche des Naturschutzgebietes gehören zum europäischen Schutzgebietsnetz Natura 2000: Mit nahezu identischem Flächenzuschnitt besteht das FFH-Gebiet DE-1813-391 Helgoland mit Helgoländer Felssockel, das zusätzlich auch das benachbarte Naturschutzgebiet Lummenfelsen und einige weitere Landbereiche insbesondere auf der Düne einschließt. Außerdem liegt das Naturschutzgebiet fast vollständig im deutlich größeren EU-Vogelschutzgebiet DE-1813-491 Seevogelschutzgebiet Helgoland.

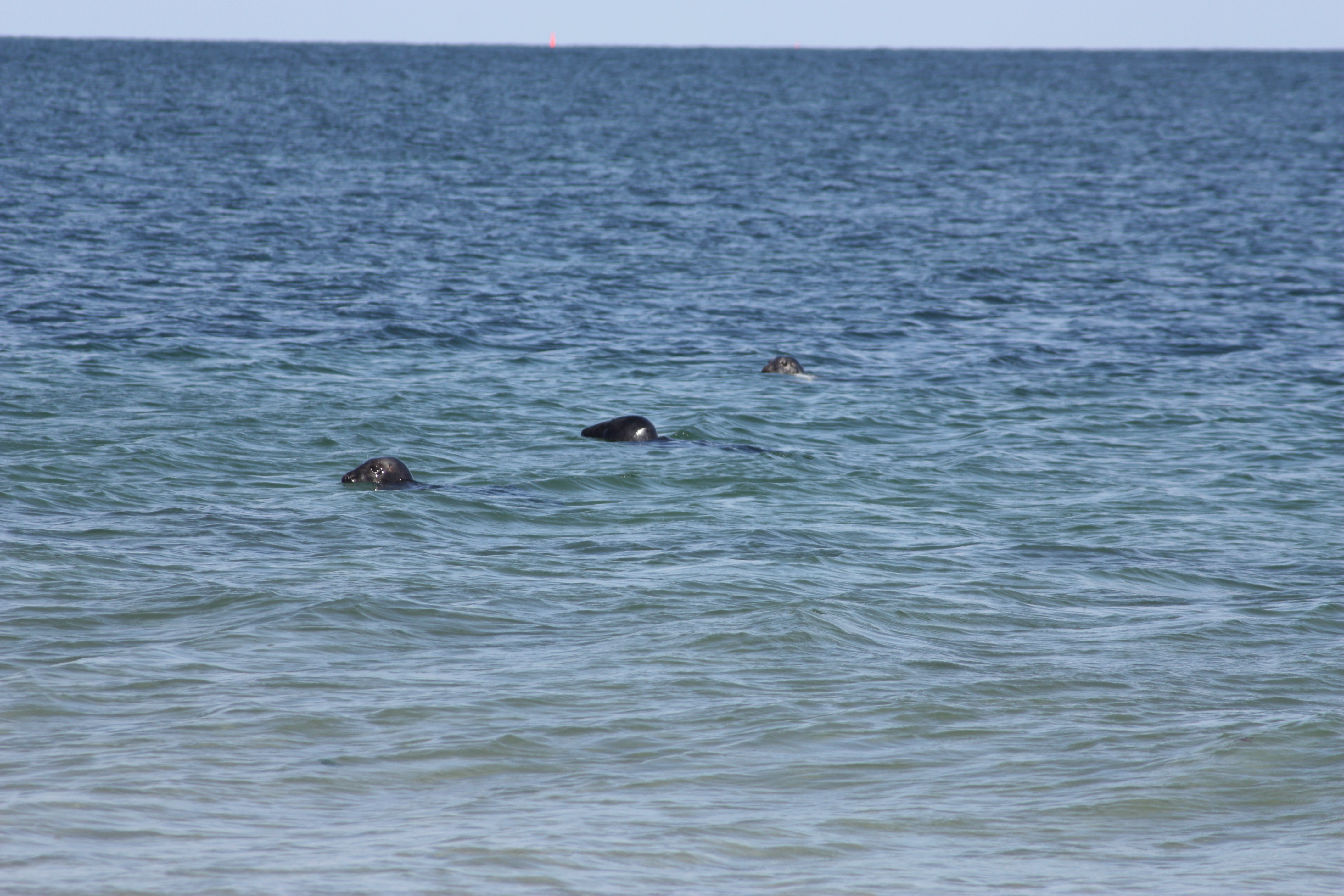
Drei Kegelrobben im Meer vor der Düne, östliche NSG-Teilfläche
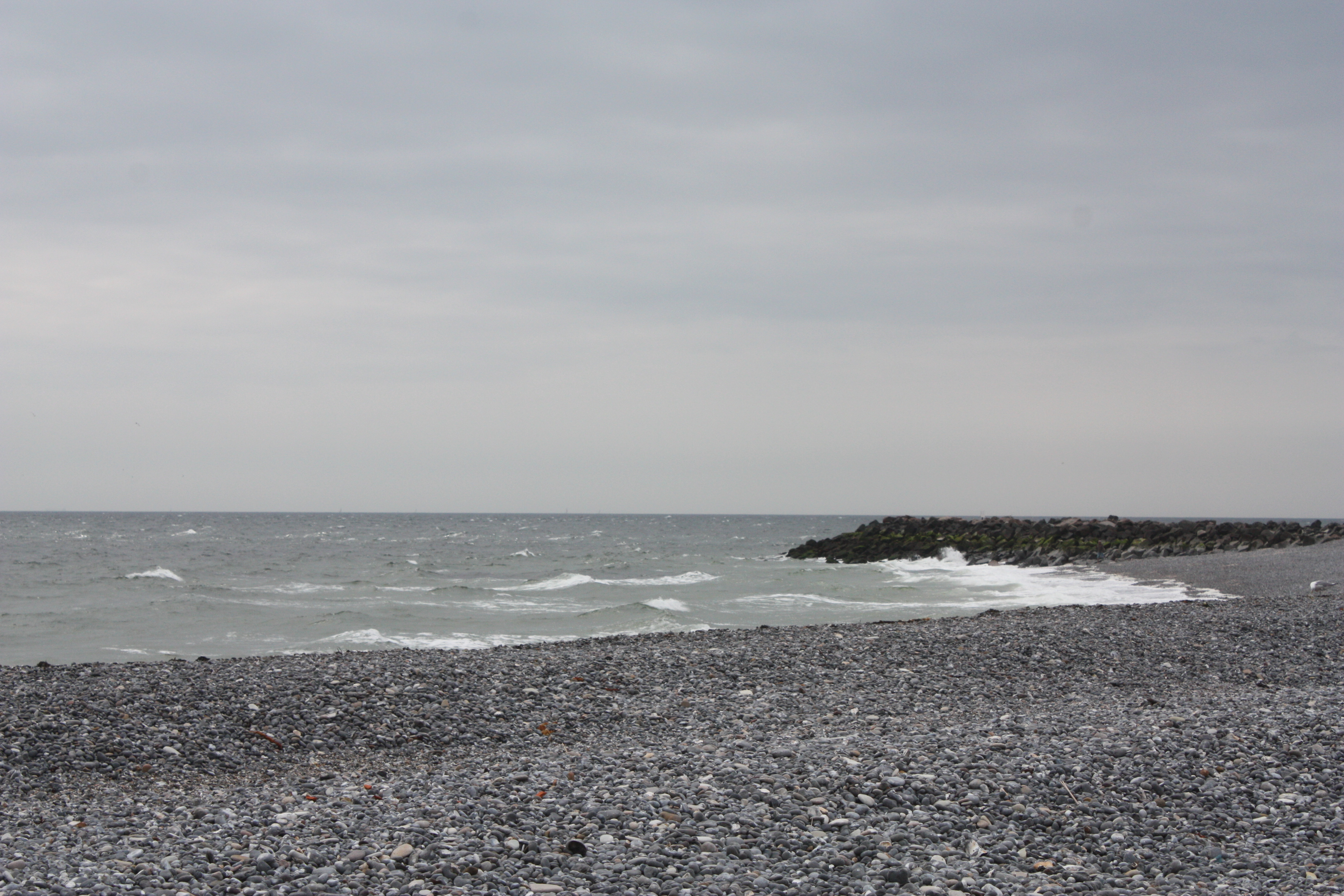
Steinstrand der Düne, Meer bis zur MThw-Linie in der östlichen NSG-Teilfläche
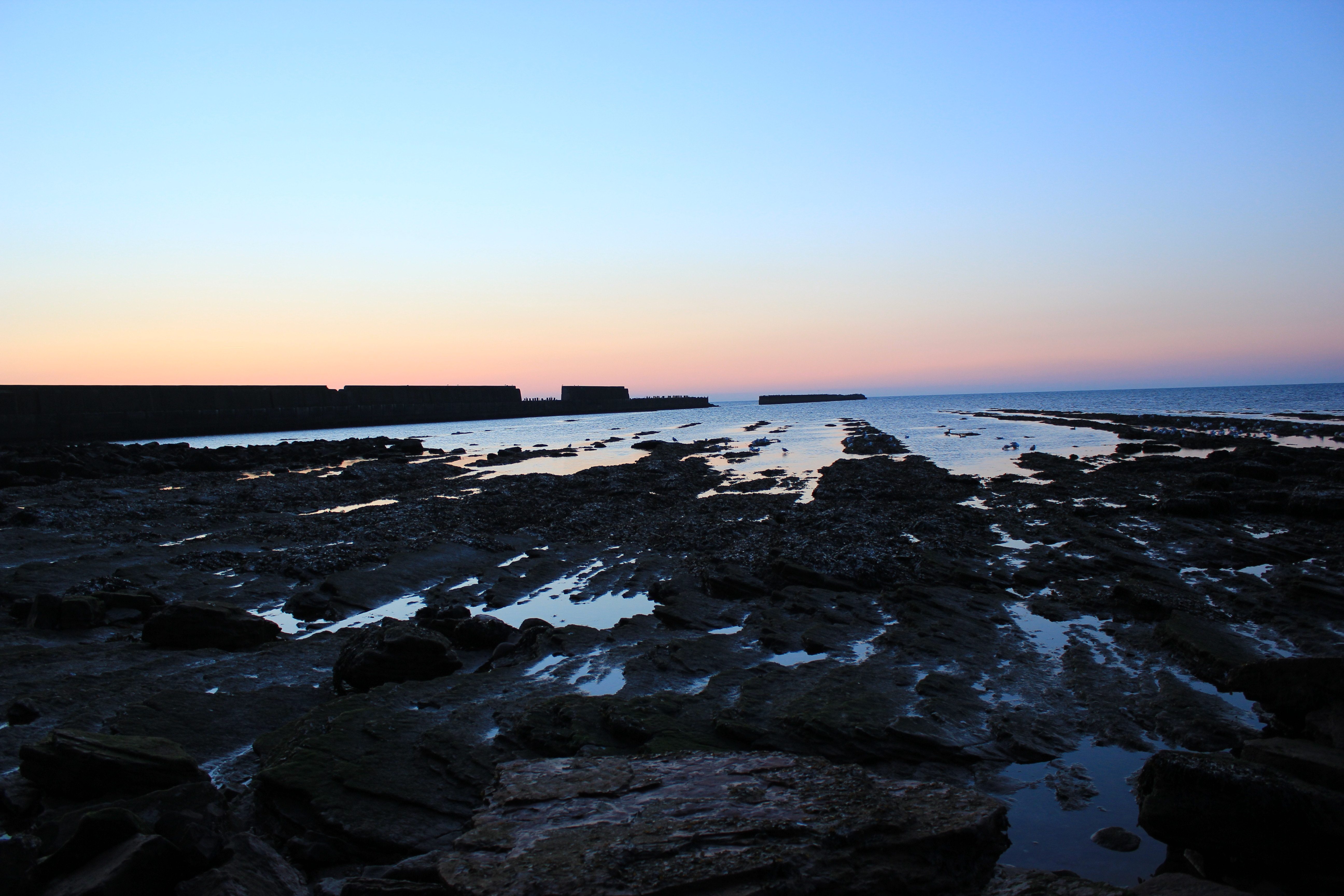
Felswatt mit Blick aufs Meer, westliche NSG-Teilfläche
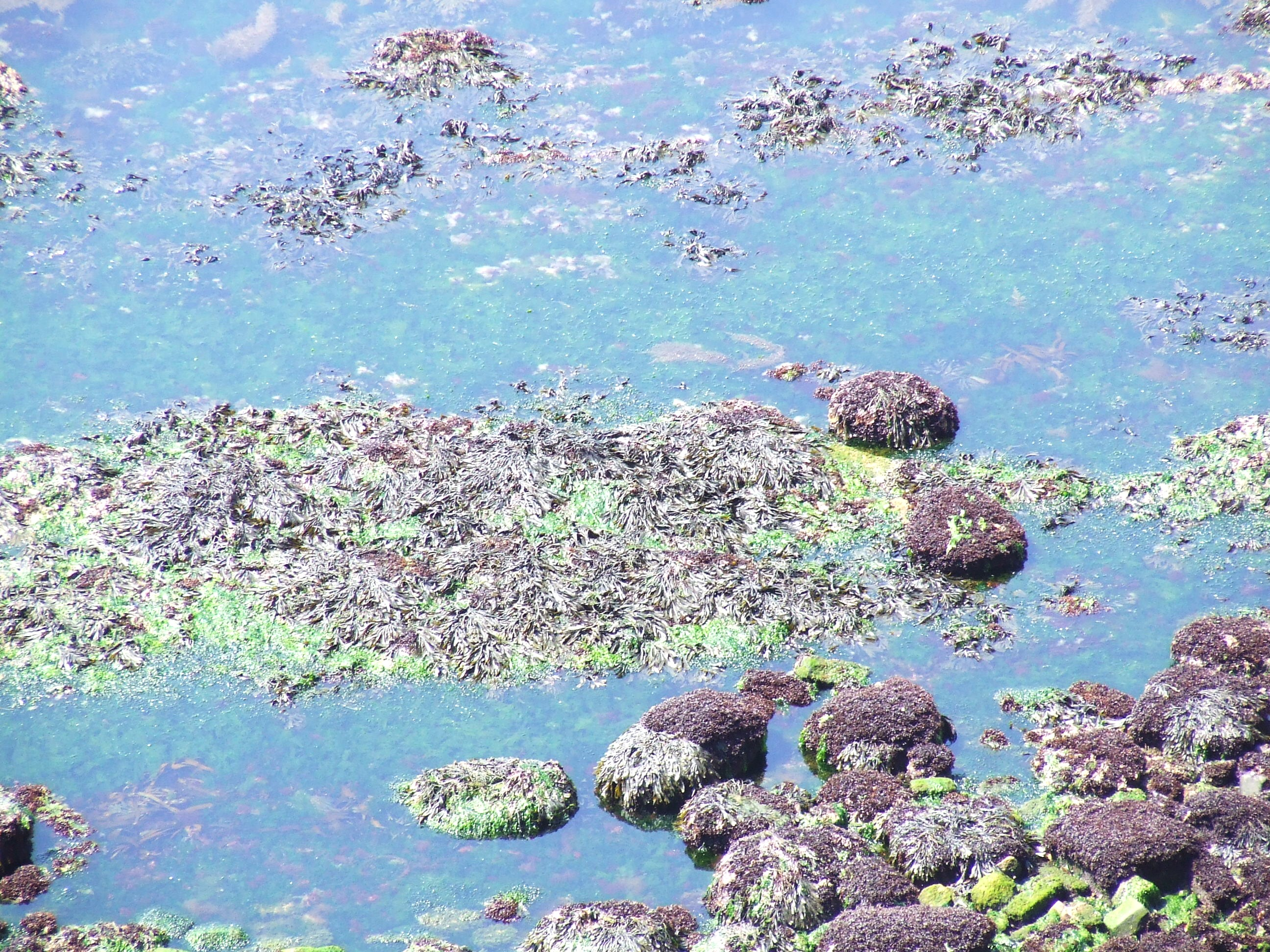
Blasentang im Felswatt, westliche NSG-Teilfläche
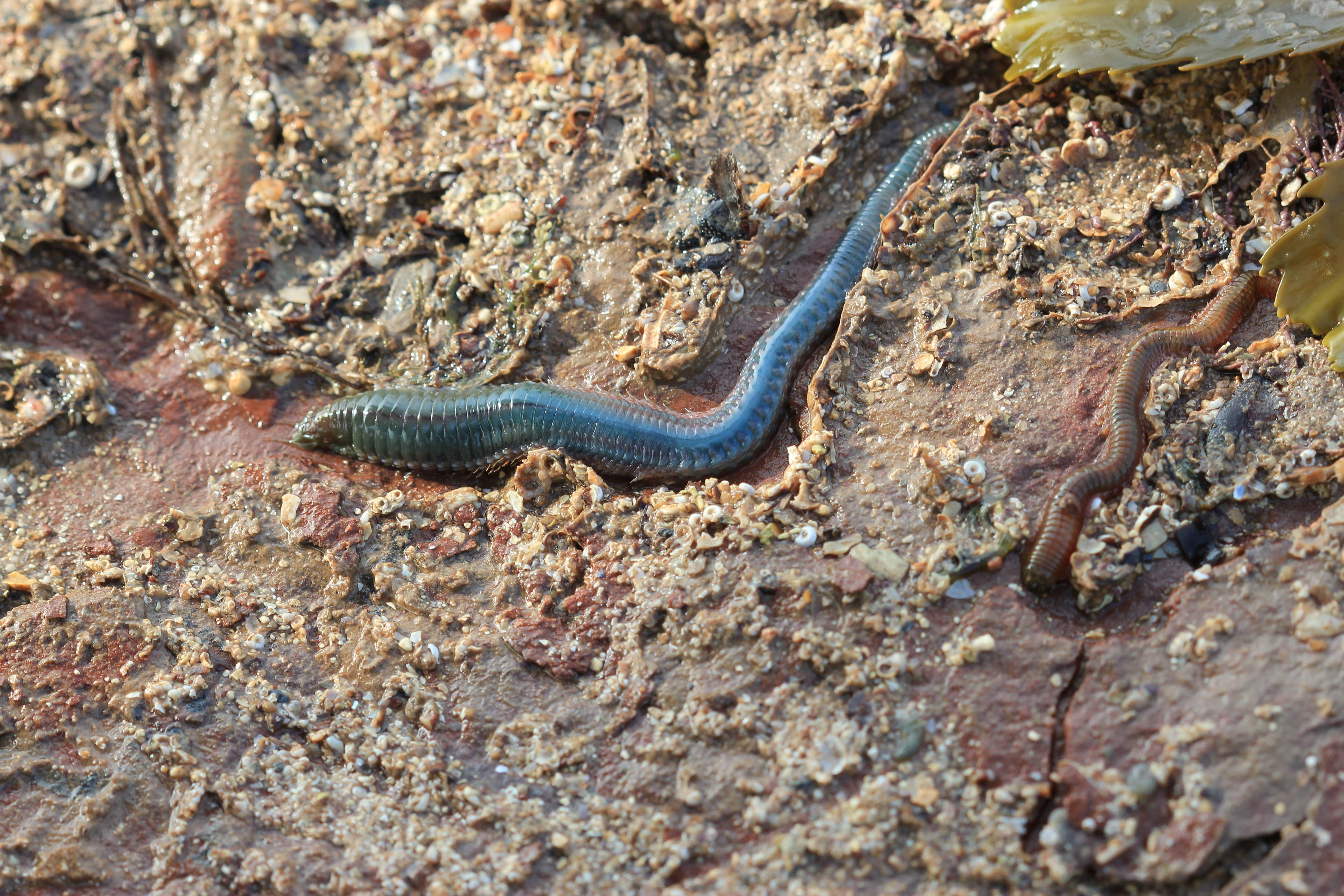
Zwei Nereiden im Felswatt, westliche NSG-Teilfläche